# Região Geográfica Imediata de Itapetininga
A Região Geográfica Imediata de Itapetininga é uma das 53 regiões imediatas do estado brasileiro de São Paulo, uma das seis regiões imediatas que compõem a Região Geográfica Intermediária de Sorocaba e uma das 509 regiões imediatas no Brasil, criadas pelo IBGE em 2017.
É composta por 6 municípios, tendo uma população estimada pelo IBGE para 1.º de julho de 2018, de 250 111 habitantes e uma área total de 4 659,492 km².

## Municípios
Fonte: IBGE – Cidades
• Municípios por ordem de população.
| Imagem | Município               | Área territorial (km²) | População (2018) | PIB (2014)    | IDH-M (PNUD, 2010) |
| ------ | ----------------------- | ---------------------- | ---------------- | ------------- | ------------------ |
|        | Itapetininga            | 1.789,350              | 162.231          | 4.126.019.000 | 0,763 alto         |
|        | São Miguel Arcanjo      | 930,330                | 32.859           | 575.362.000   | 0,710 alto         |
|        | Angatuba                | 1.028,702              | 24.969           | 871.229.000   | 0,719 alto         |
|        | Guareí                  | 566,260                | 18.143           | 207.803.000   | 0,687 médio        |
|        | Campina do Monte Alegre | 184,077                | 5.991            | 92.416.000    | 0,717 alto         |
|        | Alambari                | 159,190                | 5.918            | 84.529.000    | 0,712 alto         |
| Total  | Total                   | 4.657,909              | 250.111          | 5.957.358.000 |                    |